# Berry (Francia)

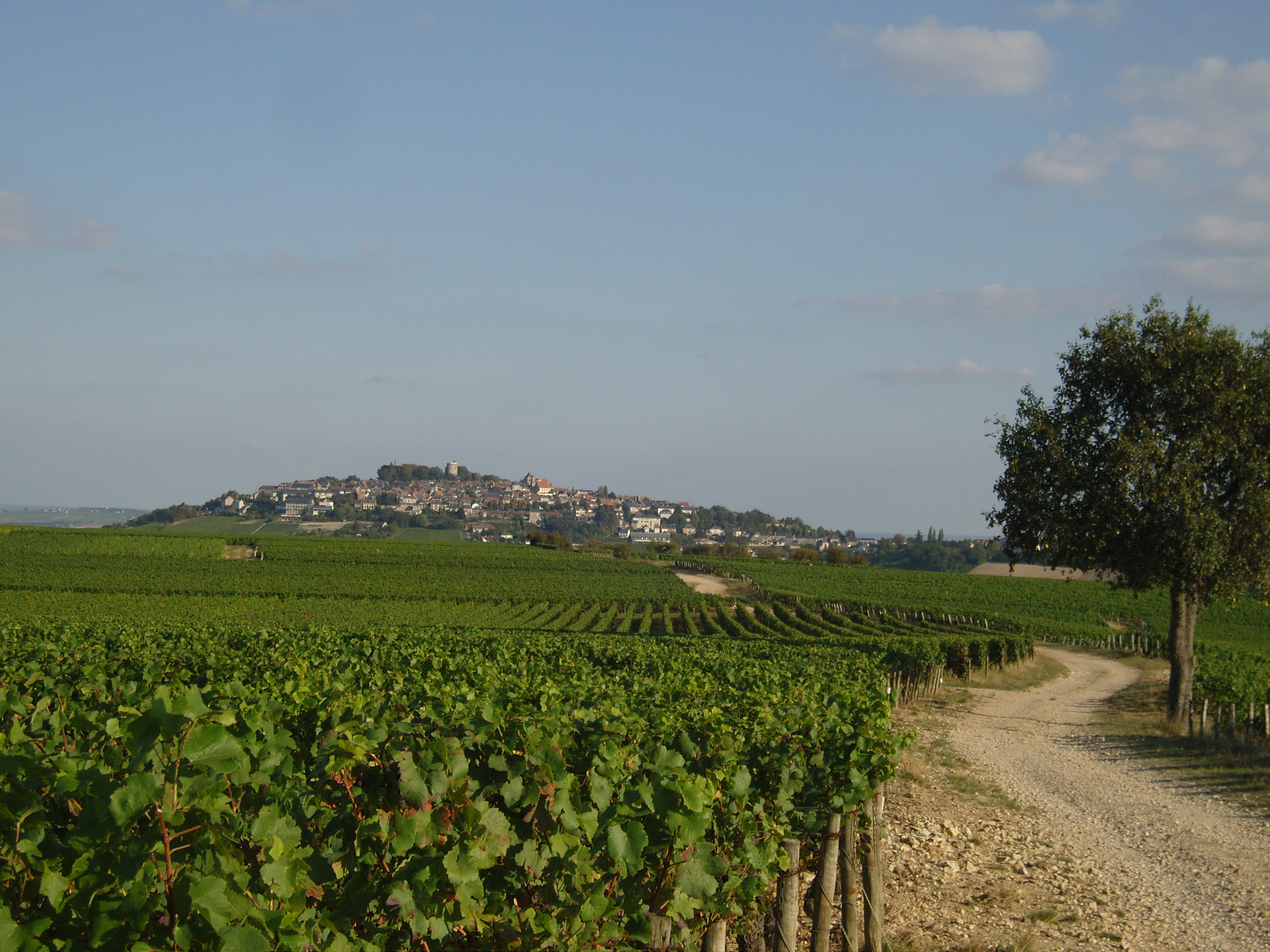
Le Sancerrois.

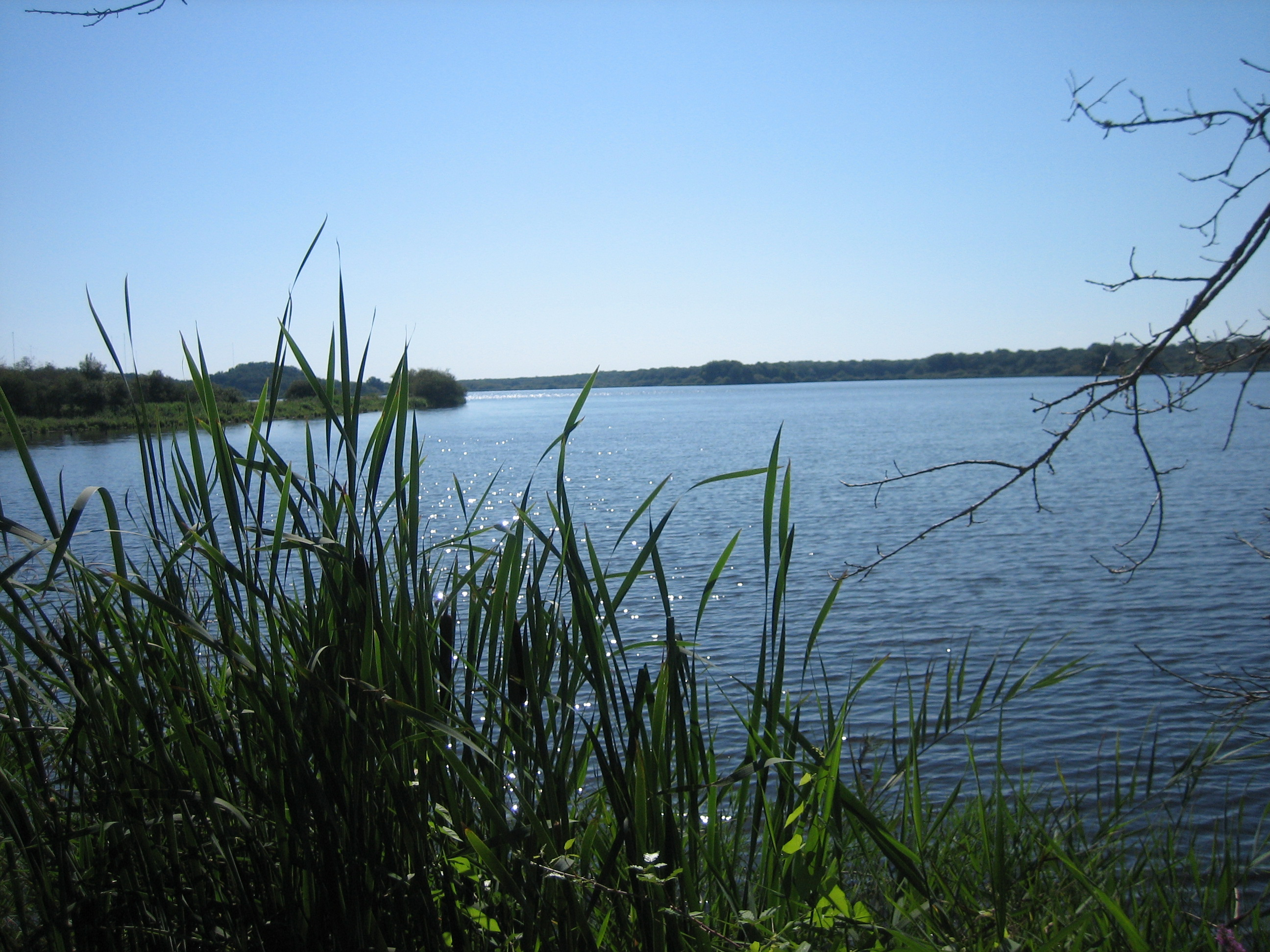
La Brenne.

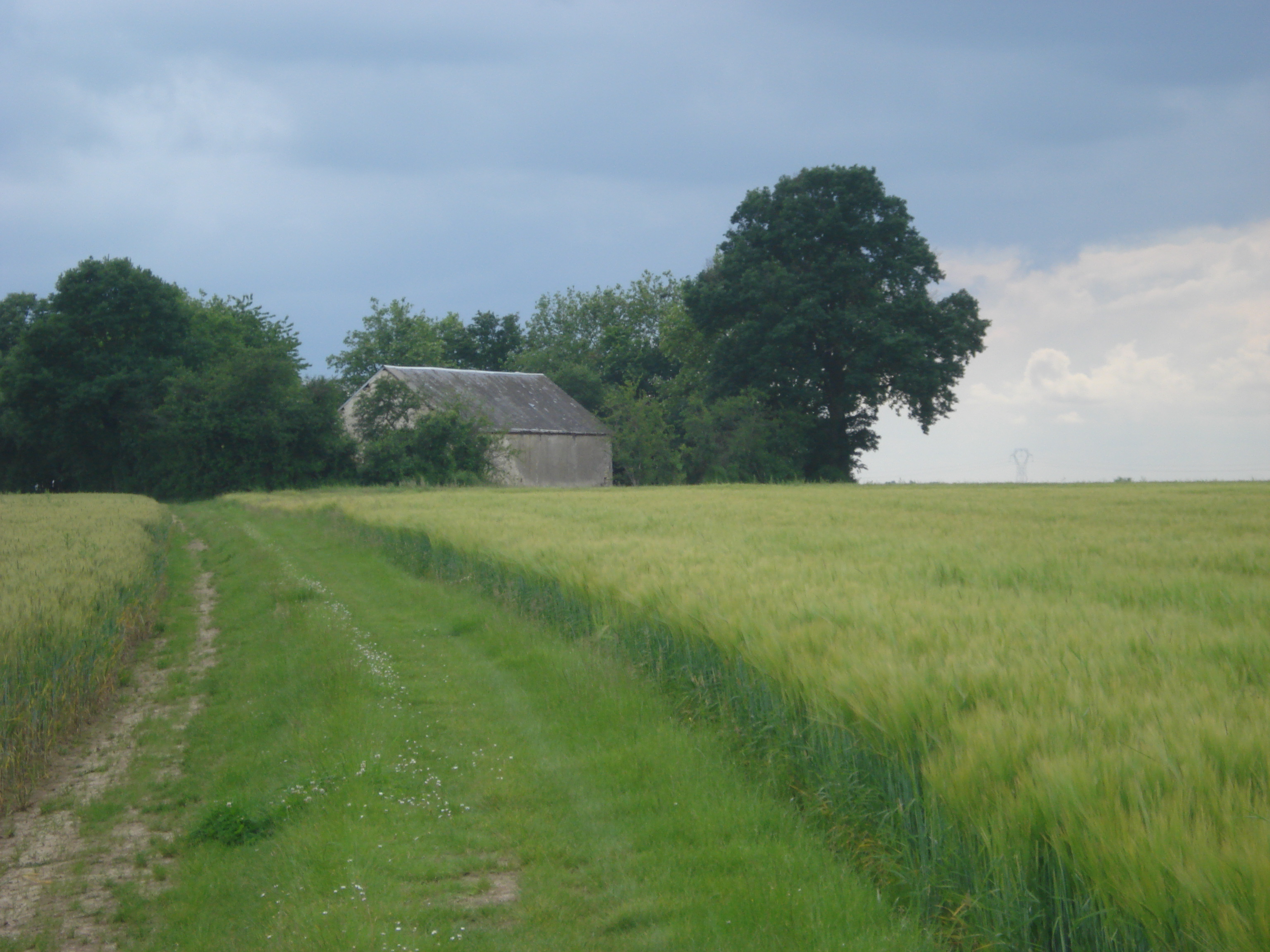
La Champagne berrichonne.

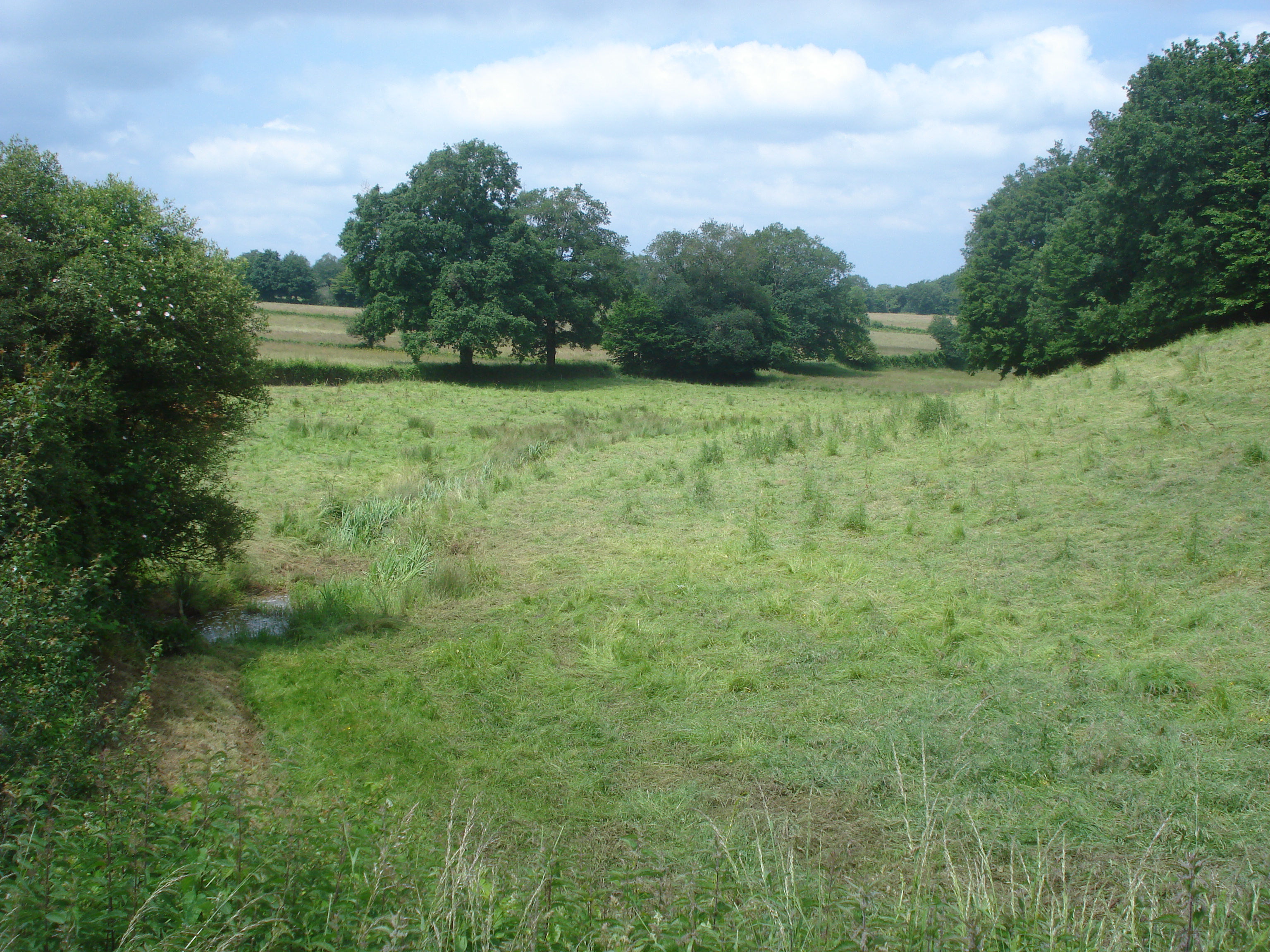
Le Boischaut Sud.

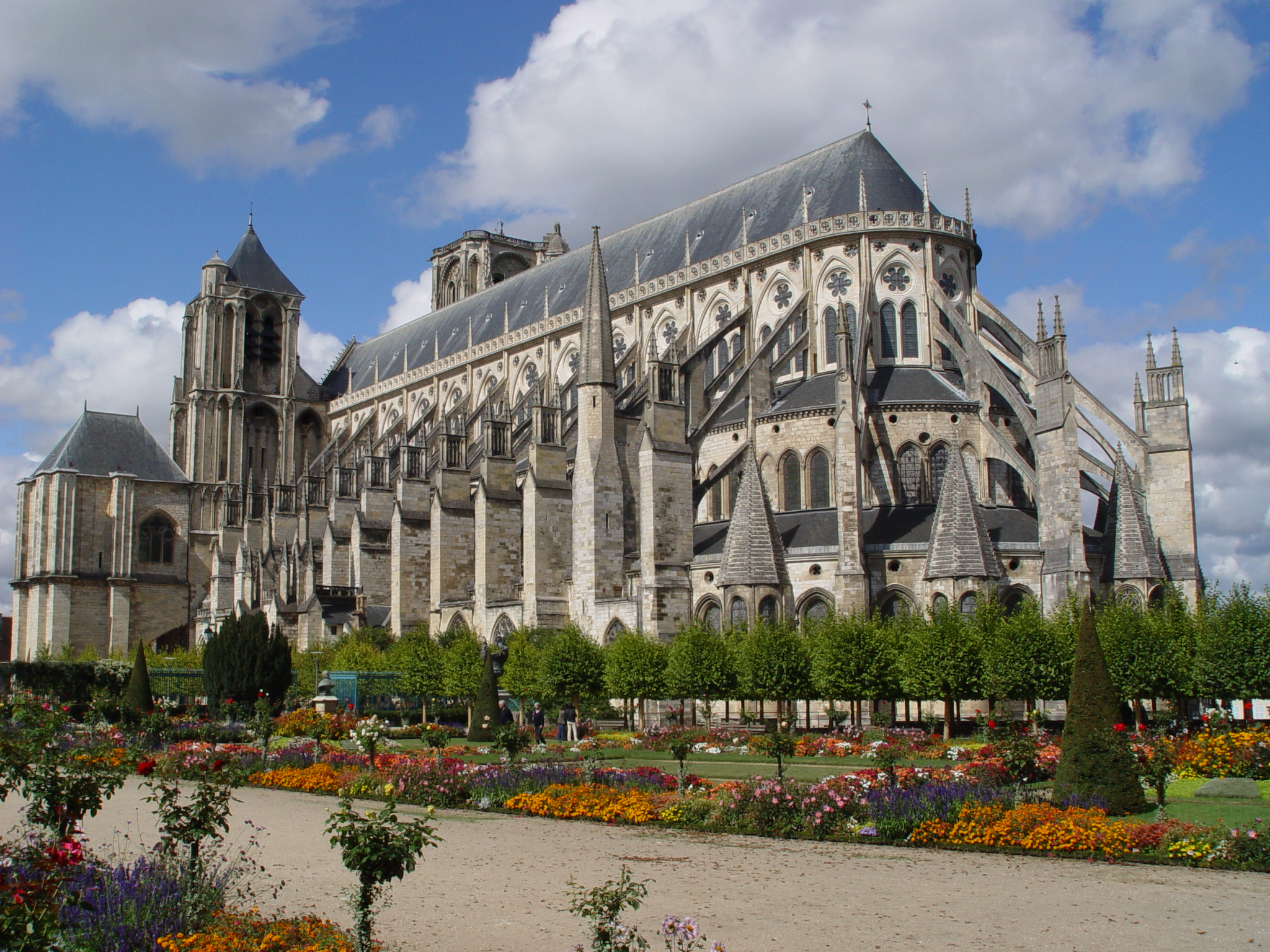
La cathédrale Saint-Étienne de Bourges.

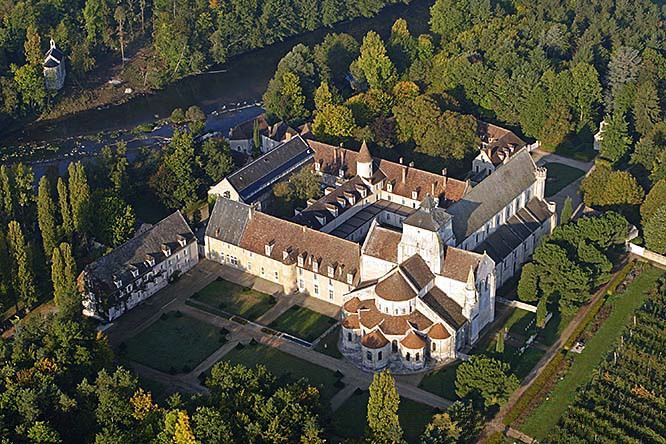
L'abbaye Notre-Dame de Fontgombault.

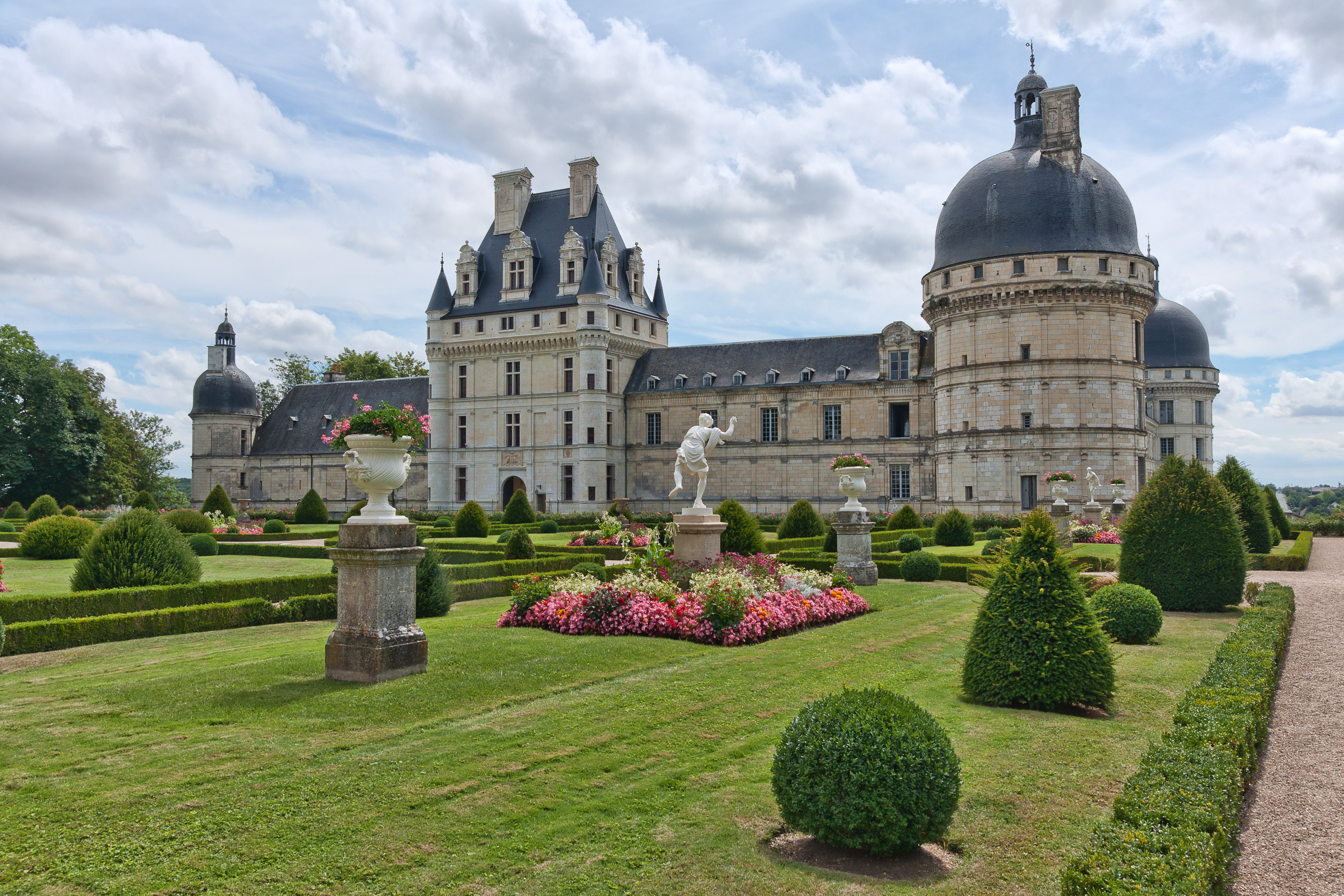
Le château de Valençay.

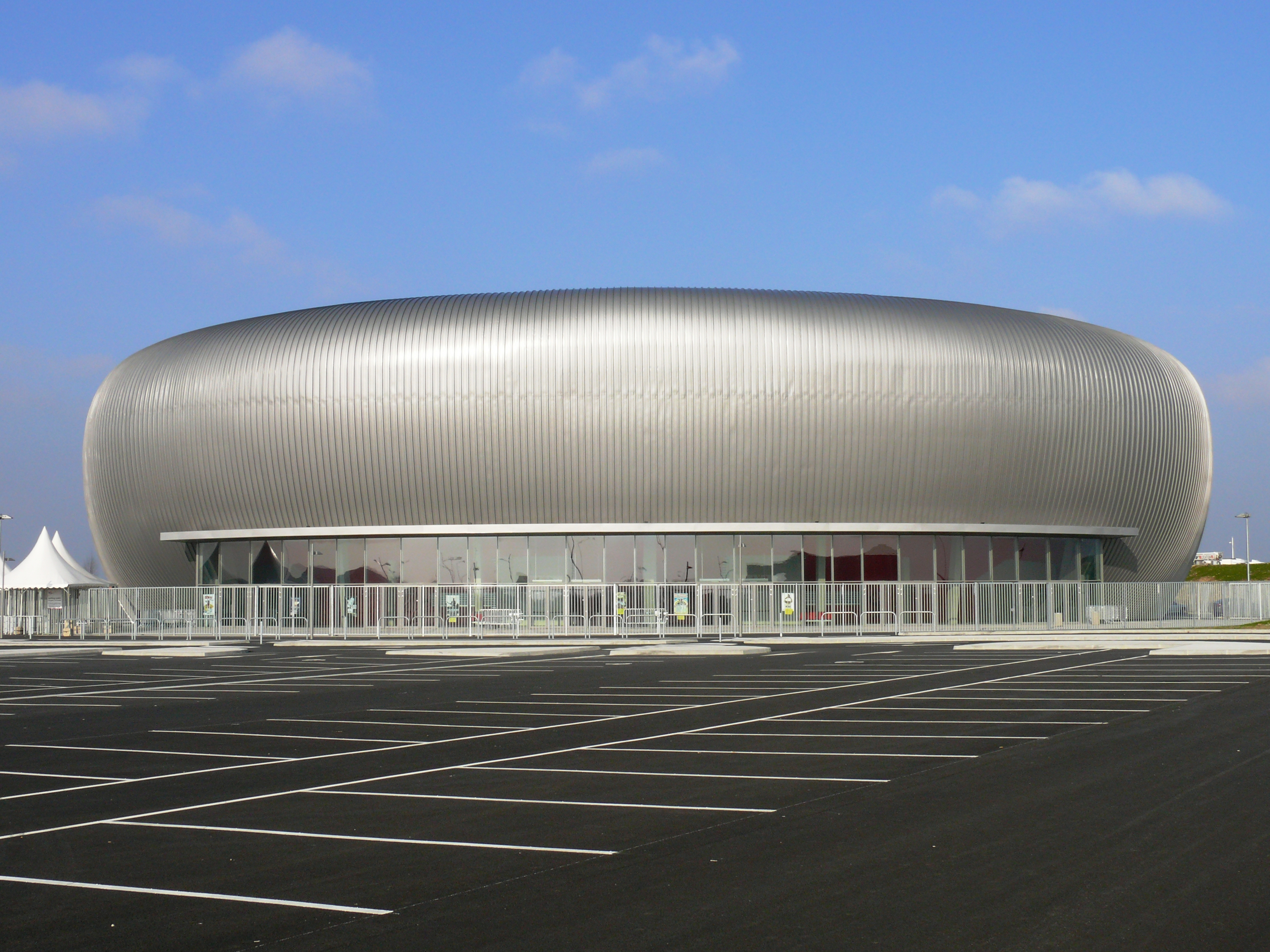
Le M.A.C.H de Déols.

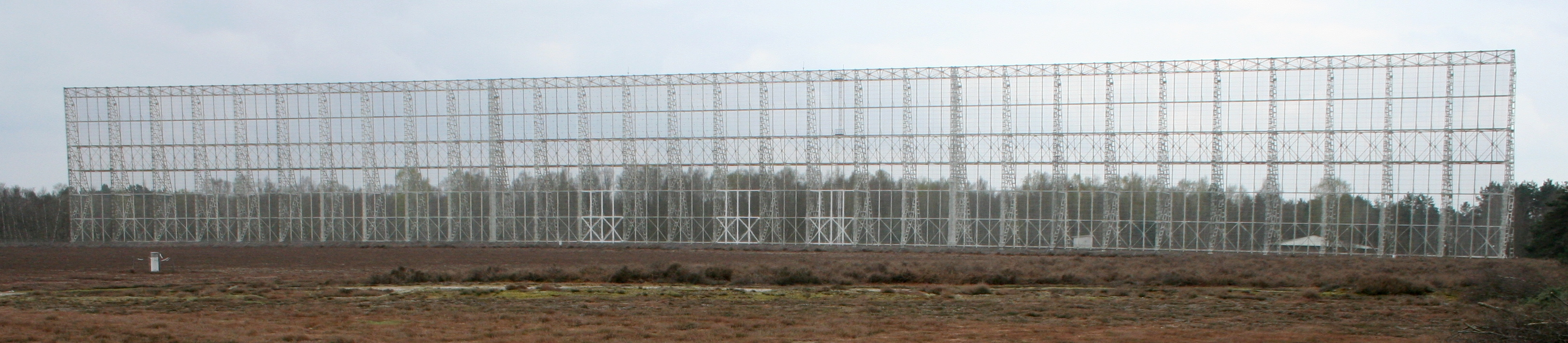

Berry fue una provincia de Francia durante el Antiguo Régimen con capital en Bourges. Tras la reforma territorial de 1790 su territorio se dividió entre los departamentos de Cher, Indre, Loira y el de Loir y Cher.

## Historia
Berry fue, durante un tiempo y en la época carolingia, un condado independiente antes de que fuera dividido entre los ducados de Aquitania y los condados de Anjou y de Blois.
Los reyes de Francia se apoderaron de la provincia a partir de finales del siglo XI: más de dos siglos se tardó en conseguir la anexión completa a los dominios reales.
Berry se convirtió en ducado en 1360, cuando Juan II de Francia le confió el patrimonio a su hijo Juan I de Berry (1340-1416). El ducado de Berry fue devuelto a los dominios reales en 1434, tras la muerte de Marie de Berry (1375-1434), y de su tercer marido el duque de Borbón Juan I (1381-1434), en lugar de pasar, como era lo lógico, a uno de los hijos de la duquesa. Dado que era tierra patrimonial, estaba previsto que Berry volviera a los dominios reales cuando se extinguiera la descendencia masculina del príncipe que la había recibido como patrimonio. Marie tuvo, no obstante, derecho a un tratamiento particular.
El ducado de Berry fue concedido, nuevamente, a Juana de Francia hija de Luis XI de Francia en 1498.
El título de duque de Berry fue dado a varios príncipes de la familia real, como a Luis XVI de Francia y al segundo hijo del rey Carlos X de Francia.

## Departamentos berrichones
Berry fue administrativamente dividido, a partir de la Revolución francesa entre los departamentos de Cher (18 correspondientes al Haut-Berry, excepto Saint-Amand-Montrond y sus alrededores que forman parte del Bourbonnais), y del Indre (36 corresponden al Bas-Berry, excepto una gran parte de Brenne, que forma parte de Touraine), una pequeña parte del Loira (45 corresponden al Aut.-Berry, en el extremo Este del departamento, al Sur del Loira), y la  franja Sur del Loir-et-Cher (41 pueblos de Selles-sur-Cher y Menetou-sur-Cher).
Actualmente las fronteras de Berry son, esencialmente,  las que pertenecen a los dos departamentos del Indre y del Cher que forman parte de la región Centro-Valle de Loira.

## Las regiones naturales
Berry comprende varias regiones naturales, del Norte al Sur:
- una pequeña parte del Val-de-Loire, entre Gien y Sancerre

- una pequeña parte de Sologne, entre Vierzon y Aubigny-sur-Nére

- el País-Fort, entre Sancerre y Aubigny-sur-Nére

- Sancerrois

- la Champagne berrichonne o Septaine, principal región natural alrededor de Châteauroux, Issoudun y Bourges

- Boischaut, en el Norte del Indre (Levroux y al Sur de Cher y del Indre (La Châtre)

- una parte de Brenne en el suroeste e Châteauroux

Sus habitantes son los Berrichons, descendientes del pueblo galo de los Bituriges, Cubi o Bituriges Cubes que hicieron frente a Julio César durante el asedio de Avaricum (actual ciudad de Bourges).

## El idioma berrichon
El Berry es una lengua (que se denomina frecuentemente patois), llamada berrichon, esta lengua está en vías de extinción, pero quedan algunas palabras de uso común.
- Wikimedia Commons alberga una categoría multimedia sobre Berry.

- Datos: Q827169
- Multimedia: Berry (region) / Q827169